# Teoría geométrica de grupos

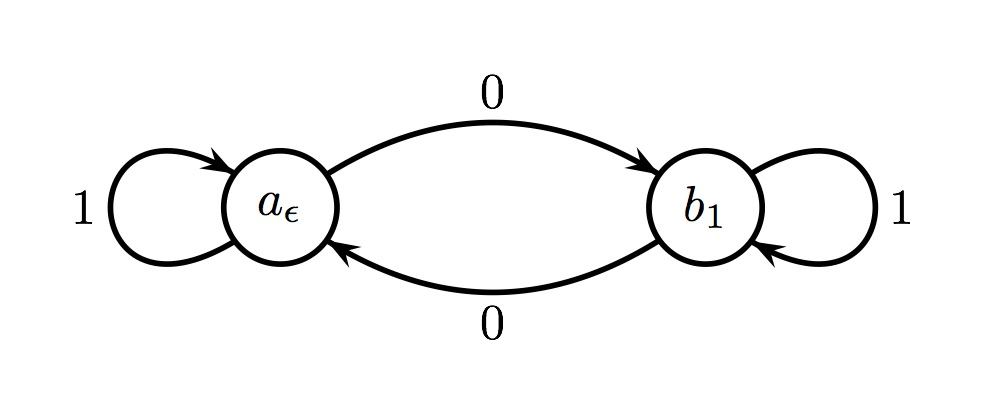
Teoría geométrica de grupos (diagrama simple)

La teoría geométrica de grupos es un área de las matemáticas que se dedica al estudio de los grupos finitamente generados mediante las exploraciones entre las propiedades de tales grupos y las propiedades topolgicas o geométricas de los espacios donde estos grupos actúan. (esto es, cuando los grupos en cuestión son realizados como simetrías geométricas o transformaciones continuas de algunos espacios).
Otra importante idea en la teoría geométrica de los grupos es considerar los mismos grupos finitamente generados como objetos geométricos.
Esto es usualmente hecho mediante el estudio del grafo de Cayley del grupo, en el cual, además de la estructura de grafo, están adosadas con una de espacio métrico, dada por la llamada word metric.
La teoría geométrica de los grupos, como una rama distinta de las matemáticas, es relativamente nueva, y ha devenido claramente identificable como una parte de las matemáticas desde finales de los 1980's. La teoría geométrica de los grupos interactúa cercanamente con la topología de dimensiones bajas, la geometría hiperbólica, la topología algebraica, la teoría computacional de grupos y la geometría diferencial.
Hay substanciosas conexiones con la teoría de la complejidad computacional y la lógica matemática, el estudio de los grupos de Lie y sus subgrupos discretos, los sistemas dinámicos , la teoría de la probabilidad y la K-teoría, entre otras.

## Temática notable
Los temas notables en el desarrollo de esta ciencia en los 1990s y 2000s incluyen:
- El estudio del programa de Grómov acerca de las propiedades cuasi-isométricas de los grupos.

El programa de Grómov es un tema ampliamente influyente es el de la clasificación de los grupos finitamente generados de acuerdo a su escala geométrica. Formalmente, esto significa clasificar los grupos finitamente generados utilizando su word metric hasta la cuasi-isometría. Este programa involucra:
1. El estudio de las propiedades que son invariantes bajo cuasi-isometrías. Ejemplo de tales propiedades de los grupos finitamente generados incluyen: la tasa de crecimiento del grupo; la función isoperimétrica o la función de Dehn del grupo; el número de puntas del grupo (como en ends); hiperbolicidad del grupo; el tipo-homeomórfico de la frontera de un grupo hiperbólico; conos asintóticos; virtualidad abeliana; virtualidad nilpotente; virtualidad libre; presentabilidad finita; tener resolubilidad del problema-de-la-palabra (como en word problem); y otras.
2. Los teoremas que usan invariantes cuasi-isométricos para probar resultados algebraicos acerca de grupos, por ejemplo: el problema de crecimiento polinomial de Grómov; el teorema de Stallings de puntas; el teorema de rigidez de Mostow.
3. Los teoremas de rigidez cuasi-isométrica, en la cual uno clasifica algebraicamente todos los grupos que son cuasi-isométricos a un grupo o espacio métrico dado. Esta dirección fue iniciada por el trabajo de Schwartz de rigidez cuasi-isométrica de redes (lattices) de rango uno y por el trabajo de Farb y Moser en rigidez cuasi-isométrica de los grupos de Baumslag-Solitar.

- La teoría del word-problem en grupos hiperbólicos y los grupos relativamente hiperbólicos. El particularmente importante desarrollo del trabajo de Sela de los 1990s resultando en la solución del problema del isomorfismo para grupos hiperbólicos.

- Las interacciones con la lógica matemática y el estudio la teoría de primer-orden en grupos libres. El progreso de las famosas conjeturas de Tarski. El estudio del grupo límite y la introducción del lenguaje y maquinaria de la geometría algebraica no-conmutativa ganó prominencia.

- Las interacciones con la ciencia computacional, teoría de complejidad y la teoría de lenguajes formales. Este tema es ejemplificado por el desarrollo de la teoría de grupos automáticos, una noción que impone ciertas condiciones geométricas y de lenguaje-teórico sobre la operación en un grupo finitamente generado.

- El estudio de las desigualdades isoperimétricas, Funciones de Dehn y sus generalizaciones para grupos finitamente presentados. Esto incluye el trabajo de Birget, Ol'shanskii, Rips y Sapiresencialmente caracterizando las posibles funciones de Dehn de grupos finitamente presentados, tanto como los resultados que prueban la construcción explícita de grupos con funciones racionales de Dehn.

- Las conexiones con el análisis geométrico, el estudio de las {\displaystyle \mathbb {C} ^{*}}-álgebras asociadas con grupos discretos y la teoría de probabilidad libre. Este tema es representado, en particular, por el considerable progreso en la conjetura de Nóvikov y la conjetura de Baum-Connes y los desarrollos y estudios relacionados con las nociones teórico-grupales tales como topological amenability, dimensión asintótica, encajamiento uniforme en espacios de Hilbert, propiedad de decaimiento rápido, etc.

- Las interacciones con la teoría del análisis cuasi-conforme en espacios métricos, particularmente en relación con la conjetura de Cannon acerca de los grupos hiperbólicos con frontera (topología) homeomorfa a la 2-esfera.

- La introducción de métodos probabilísticos al estudio de las propiedades algebraicas objetos teórico-grupales aleatorias. Un importante desarrollo aquí es el trabajo de Grómov quién usó métodos probabilísticos para probar la existencia de un grupo finitamente generado que no es uniformemente encajable en un espacio de hilbert. Otros notables desarrollos incluyen la introducción y estudio de la noción de complejidad de caso-genérico para algoritmos teórico-grupales y otros, tanto como resultados sobre rigidez algebraica para grupos genéricos.

- Datos: Q2662474
- Multimedia: Geometric group theory / Q2662474